# Tarō Asō
Taro Aso (麻生太郎, Iizuka, Prefectura de Fukuoka, 20 de setembre de 1940) és un polític japonès. Des del 24 de setembre de 2008 fins al 16 de setembre de 2009 va ser el 92è Primer ministre del Japó.

## Biografia
Taro Aso va néixer a Iizuka, Fukuoka. El seu pare, Takakichi Aso, va ser President de l'Aso Cement Company i un proper soci del Primer Ministre Kakuei Tanaka. La seva mare va ser filla del primer ministre Shigeru Yoshida.
És President del Partit Liberal Democràtic (PLD) i ha treballat en la Cambra de Representants des de 1979. Va ser Ministre de Relacions Exteriors entre 2005 i 2007, sota el mandat dels primers ministres Shinzo Abe i Junichiro Koizumi i va ser secretari general del partit dues vegades, en 2007 i 2008.
Després de les eleccions celebrades l'agost de 2009, en què el PLD perdé el control del govern del Japó després de gairebé 50 anys ininterromputs en el poder. Degut al fracàs en renovar la confiança dels electors i perdre per majoria absoluta del partit de l'oposició Taro Aso dimití de la presidència del Partit Liberal Democràtic.